# Teatro Xicohténcatl
El Teatro Xicohténcatl es una sala de teatro de la ciudad de Tlaxcala en México, ubicado en la avenida Benito Juárez. Fue inaugurado el 5 de mayo de 1873, en él se ofrecen presentaciones musicales y teatrales. Tiene capacidad para 320 personas distribuidas en localidades numeradas y palcos de primer y segundo nivel. Es administrado por el Instituto Tlaxcalteca de Cultura.

## Historia
El teatro comenzó su construcción en los años 1870 y empezó a funcionar públicamente el 5 de mayo de 1873. A lo largo de su historia ha sido remodelado en varias ocasiones en 1886 y 1985.
Una de las primeras obras hechas en el teatro fue en 1945, cuando se llevó a cabo la comedia dramática, Siete mujeres, presentada por la actriz, Anita Blanch.
En el año 2000 el teatro fue cedido al Instituto Tlaxcalteca de Cultura para una tercera remodelación externa y de equipamiento, realizada por el gobierno estatal y del Consejo Nacional para la Cultura y las Artes (CONACULTA), a través del Programa de Apoyo a la Infraestructura Cultural de los Estados (PAICE).